# 森特鎮區 (密蘇里州諾克斯縣)
森特鎮區（英語：Center Township）是位於美國密蘇里州諾克斯縣的一個行政鎮區。

## 地方資料
森特鎮區的面積為3.40平方千米，當中陸地面積為3.38平方千米，而水域面積為0.02平方千米。根據2020年美國人口普查的數據，當地共有人口1379人，而人口密度為每平方千米405.59人。